# São Luis do Piauí
São Luis do Piauí är en kommun i Brasilien.   Den ligger i delstaten Piauí, i den östra delen av landet, 1 200 km nordost om huvudstaden Brasília. Antalet invånare är 2 561.
Omgivningarna runt São Luis do Piauí är huvudsakligen savann. Runt São Luis do Piauí är det glesbefolkat, med 16 invånare per kvadratkilometer.